# ターボラグ
ターボラグ（Turbo lag）とは、ターボチャージャーによる過給エンジンにおいて、減速後に再加速した際にコンプレッサーが機能するまでの遅延時間のことである。

## 概略
ターボチャージャーは、エンジンから廃棄される排気ガスのエネルギー（動圧、静圧及び熱エネルギー）により排気タービンを回転させ、その回転力によりコンプレッサーを駆動することで、空気をエンジンへ圧送する。
そのため、減速時にアクセルペダルを戻すと排気エネルギーが減少しタービン回転数が徐々に下がる。同時に、スロットルバルブより上流の空気が行き場を無くすため逆流し、コンプレッサーの回転が妨げられる。その後再加速のためにアクセルペダルを踏み込んだ時、タービン回転数が再び上昇しコンプレッサーが機能するまでの遅延時間が生じ、この間は十分な過給が行なえず、期待した機関出力を得られない。しかしこのターボラグを小さくする工夫も各メーカーで見られる。
ターボラグが大きい場合、急激に加速するように感じられることから、「ドッカンターボ」とも俗称される。